# BinHex
BinHex – kod przekształcający binarne pliki danych w 7-bitowe znaki ASCII nadające się do przesłania pocztą elektroniczną do innego komputera, tam plik przy pomocy tego samego kodu zostaje z powrotem przekształcony w dokument binarny.
Ten standard kodowania jest popularny zwłaszcza wśród użytkowników komputerów Macintosh. BinHex nie stosuje kompresji, przez co plik zakodowany tą metodą może być większy niż oryginalny, dlatego kodowanie BinHex poddaje się zazwyczaj jeszcze dodatkowej kompresji programem Stufflt będącym standardowym wyposażeniem dla komputerów Macintosh.